# Heal (álbum de The Rose)

Heal é o álbum de estreia da banda sul-coreana The Rose, lançado em 7 de outubro de 2022 por meio da gravadora Transparent Arts. É o primeiro projeto da banda após a mudança e o hiatus devido ao alistamento militar obrigatório coreano, o mesmo marca o primeiro trabalho completo da banda desde a sua estreia em 2017. O disco foi desenvolvido em meados de 2022, com toda a produção sendo realizada pela própria banda. O álbum é composto de dez faixas, incluindo a faixa-título Sour e o single promocional Childhood. Musicalmente, HEAL é um álbum inspirado no poder de cura da música, assim como, nas histórias dos fãs.

## Antecedentes
O álbum começou a ser desenvolvido no Coreia após a dispensa militar dos membros da banda em 2022 e terminou na Califórnia. O conceito do álbum foi construído em conjunto pelos membros da banda, na qual consiste no poder de cura da música e nas histórias de vida dos fans. Em entrevista para o site SK POP, em maio de 2022, Woosung confirma que o conceito e o titulo do álbum já haviam sido escolhidos dizendo "It will heal us".
Em 16 de junho, a banda realizou um evento na rede Discord, para o anuncio do projeto HEAL mais perguntas e repostas. No evento Woosung diz que após reuniões e conversas sobre a vida e trabalho o grupo gostaria de incluir os fans no processo de criação do álbum. Dojoon diz que o título do álbum, heal, não é apenas uma referencia a cura deles, mas de todos, pois todos no mundo naquele momento passávamos por alguma dificuldade. Woosung completa "Nossa mensagem sempre foi 'curar juntos' através da nossa música". A ideia de para esse álbum era retornar ao que a banda já cantava, sobre o situações da vida que não só eles passava, mas os fans também de modo que ao ouvir o álbum as pessoas possam ter um momento de cura. Dessa maneira a banda pediu para que os fans enviassem histórias sobre suas vidas para eles, e assim as canções que iriam compor o álbum seriam inspiradas não somente nas histórias dos membros, mas nas de seus fans também.

## Promoção
Em 8 de agosto de 2022 a banda revelou em suas redes sociais a lista dos países pelo qual a Heal Together World Tour passaria. Quatro dias após, o grupo anuncia mudanças de locais do show devido a grande demanda na compra dos ingressos. Em 6 de setembro do mesmo ano, a banda liberou em suas redes uma agenda de lançamentos para o álbum. No dia 7 de setembro foi realizado o lançamento da lightstick oficial da banda. No dia seguinte Childhood, single promocional do álbum entrou em pré-venda e no dia 12 de setembro foi liberado o teaser do clipe da canção. Três dias depois o álbum finalmente entra em pré-venda para América do Norte e Europa com duas versões uma azul (~) e outra verde (-). Em 16 de setembro a banda anunciou através da sua conta no twitter que entre os dias 24 e 28 daquele mês ocorreria uma "caça ao tesouro", o mesmo foi apelidado de #GardenOfMemories Scavenger Hunt, o que mais a frente foi descoberto que os tesouros seriam os títulos das faixas que incluidas no álbum. No dia 23 de setembro foi liberado o trailer do HEAL Project, onde podemos onde podemos ver como que foi realizado a produção do álbum. No dia 29 de setembro a tracklist completa do álbum é liberada. No dia 30 de setembro o primeiro episódio do HEAL Project é liberado. Em três de outubro as artes do álbum foram reveladas e no dia seguinte as cidades pelo qual a turnê vai passar na Asia é anunciada assim como a lightstick é posta oficialmente posta a venda. Em 5 de outubro a banda anuncia uma listening party no discord e libera o teaser do clipe de "Sour". Em 14 de outubro o segundo episódio do HEAL Project é liberado. Em 28 de outubro o terceiro episódio do HEAL Project é liberado. No dia 8 de novembro foi liberado a performance de "Shift" gravado em Joshua Tree na Califórnia. Em 11 de novembro o quarto e último episódio do HEAL Project é liberado. No dia 17 do mesmo mês é liberado uma performance da faixa titulo "Sour" realizada pela Vevo. No mês seguinte, mais precisamente no dia 1 de dezembro é liberada a performance da faixa "Definition of Ugly".
Em 16 de setembro, Childhood é lançada como single promocional acompanhada de um clipe. A canção fala sobre viver o agora e não o deixa o que se pode fazer agora para depois. A letra e produção ficaram por parte dos integrantes da banda junto de Lee KayOne, Han Jae Young e Chris Gehringer. No dia 7 de outubro de 2022 o clipe de Sour é lançado. a faixa assim como todas as canções do álbum foi composto pelos integrantes da banda, com a ajuda de M. Bronx e Park Ki Tae com produção de Big Wave.

## Faixas
| Lista de faixas de HEAL |                            |                                                                                     | |         |  |
| N.º                     | Título                     | Compositor(es)                                                                      | Produtor (es) | Duração |  |
| 1.                      | "~"                        |                                                                                     | The Rose | 1:05    |  |
| 2.                      | "Definition of ugly is"    | Kim Woo-sung · Park Do-joon · Lee Ha-joon · Lee Jae-hyeong                          | Kim Woo-sung · Park Do-joon · Lee Ha-joon · Lee Jae-hyeong · Chris Gehringer                                           | 3:50    |  |
| 3.                      | "Childhood"                | Kim Woo-sung · Park Do-joon · Lee Ha-joon · Lee Jae-hyeong                          | Kim Woo-sung · Park Do-joon · Lee Ha-joon · Lee Jae-hyeong · Chris Gehringer · Lee KayOne                              | 4:29    |  |
| 4.                      | "Shift"                    | Kim Woo-sung · Park Do-joon · Lee Ha-joon · Lee Jae-hyeong                          | Kim Woo-sung · Park Do-joon · Lee Ha-joon · Lee Jae-hyeong · Jay-p Gu · Chris Gehringer                                | 3:47    |  |
| 5.                      | "Cure"                     | Kim Woo-sung · Park Do-joon · Lee Ha-joon · Lee Jae-hyeong · Brian Lee              | Kim Woo-sung · Park Do-joon · Lee Ha-joon · Lee Jae-hyeong · Jay-p Gu · Chris Gehringer · Brian Lee                    | 3:46    |  |
| 6.                      | "See-Saw"                  | Kim Woo-sung · Park Do-joon · Lee Ha-joon · Lee Jae-hyeong                          | Kim Woo-sung · Park Do-joon · Lee Ha-joon · Lee Jae-hyeong · Bob Horn · Minseok Choi · Chris Gehringer                 | 4:02    |  |
| 7.                      | "Time"                     | Kim Woo-sung · Park Do-joon · Lee Ha-joon · Lee Jae-hyeong                          | Kim Woo-sung · Park Do-joon · Lee Ha-joon · Lee Jae-hyeong · Jay-p Gu · Chris Gehringer                                | 3:10    |  |
| 8.                      | "Yes" ((Feat. James Reid)) | Kim Woo-sung · Park Do-joon · Lee Ha-joon · Lee Jae-hyeong · James Reid             | Kim Woo-sung · Park Do-joon · Lee Ha-joon · Lee Jae-hyeong · Chris Gehringer · Anchor (PRISMFILTER)                    | 3:16    |  |
| 9.                      | "Sour"                     | M. Bronx · Park Ki Tae · Kim Woo-sung · Park Do-joon · Lee Ha-joon · Lee Jae-hyeong | Kim Woo-sung · Park Do-joon · Lee Ha-joon · Lee Jae-hyeong · Eugene Kwon · Tommy Dietrick · Jay-p Gu · Chris Gehringer | 3:20    |  |
| 10.                     | "-"                        |                                                                                     | Kim Woo-sung · Park Do-joon · Lee Ha-joon · Lee Jae-hyeong                                                             | 2:17    |  |
| Duração total:          | Duração total:             | Duração total:                                                                      | Duração total: | 33:06   |  |

## Charts
| Charts (2022)                         | Melhor posição |
| ------------------------------------- | -------------- |
| Coréia do Sul (Circle Chart)          | 20             |
| Estados Unidos (Current Albums Sales) | 17             |
| Estados Unidos (Heatseekers Albums)   | 4              |
| Estados Unidos (Top Album Sales)      | 19             |

## Histórico de lançamento
| Região | Data                 | Formato                           | Gravadora        | Ref.   |
| ------ | -------------------- | --------------------------------- | ---------------- | ------ |
| Mundo  | 7 de outubro de 2022 | Download digital · Streaming · CD | Transparent Arts | [ 24 ] |